# Henry Dhavernas
Pour les articles homonymes, voir Dhavernas.
Henry Dhavernas, né le 15 mai 1912 à Beauvais et mort le 8 février 2009 à Neuilly-sur-Seine, est un commissaire par intérim des Scouts de France dans les années précédent la Seconde Guerre mondiale.

## Biographie

### Jeunesse et études
Henry Dhavernas est titulaire d'une licence de droit et d'une licence de lettres. Il est diplômé de l'École libre des sciences politiques.

### Début de parcours professionnel
Il réussit le concours de l'Inspection générale des finances et devient inspecteur des finances. Il entre au cabinet de Paul Reynaud, ministre des Finances en 1938 et il devient, lors de la déclaration de guerre de 1939, commissaire général par intérim des Scouts de France, poste auquel il restera jusqu'en 1940.
Il enseigne à l’École libre des sciences politiques pendant la Seconde Guerre mondiale.

### Seconde Guerre Mondiale

#### Les Compagnons de France
Membre du cabinet d'Yves Bouthillier, ministre de l'Economie, il est sollicité de constituer une organisation pour prendre en main la jeunesse française dispersée dans toute la France après la défaite de juin 1940. Dans ce but, il fonde la même année les Compagnons de France (avec André Cruiziat et Marcel Forestier, notamment) mais il en est écarté en février 1941,. Cette association est pour lui une occasion de permettre un redressement de la jeunesse française qui depuis la défaite s'enlise dans les excès (pillages, viols et autres).

#### Reprise du combat
En mission en Algérie lors du débarquement américain de novembre 1942, il est membre du cabinet d'Alfred Pose, Délégué Général du gouvernement pour l'Algérie . Il s'engage dans les Forces Françaises Combattantes (FFC) mises sur pied après le débarquement allié de novembre 1942 et participe notamment à la campagne d'Italie avec la 8e armée britannique.

### Libération
Démobilisé en 1947, il retourne à la vie civile et ne s'implique plus dans le scoutisme jusqu'aux années 1960.
En 1950, il devient directeur financier du groupe Prouvost ; en 1956, il participe à l'opération visant à créer un concurrent du soir au journal Le Monde, jugé trop à gauche par les milieux d'affaires ; ce journal s'est appelé Le Temps de Paris et était patronné par Georges Villiers, industriel lyonnais et président du CNPF, Antoine Pinay, président du Conseil, Jean Jardin, ancien chef de cabinet de Pierre Laval, sous le régime de Vichy, Philippe Boegner, patron du groupe de presse Prouvost et Alfred Fabre-Luce. L'opération fut un échec et le journal ne connut  que 66 numéros.[réf. nécessaire]
En mars 1964, Monseigneur Marc-Armand Lallier, en tant que président de la Commission épiscopale pour la jeunesse, a été invité par Dhavernas, Pierre de Montjamont, Pierre Delsuc et Michel Menu à intervenir pour atténuer certains des changements radicaux en cours dans le Scoutisme français, il reste sourd ainsi que d'autres évêques impliqués dans le Scoutisme, à l'exception de Monseigneur Jean Rupp. C'est la raison pour laquelle, ces quatre mestres de camps vont être coauteurs du livret Bases fondamentales du Scoutisme.
En 1970, Henry Dhavernas aidera le lancement des camps de formation (CEP) des Scouts d'Europe. En effet, il sera le mestre de camp du premier camp national d’entraînement à Fontainebleau. À cette occasion, il remettra les pouvoirs de formateur en présence de Pierre Géraud-Keraod à Pierre-Yves Labbe.
Il favorisera plus tard la création des scouts unitaires de France, mouvement de défense de la méthode unitaire.